# ロイヤルクイーン
ロイヤルクイーンは、大阪府大阪市中央区に本社を置く、料理教室運営や家庭用品の卸・小売りを業務とする企業。

## 概要
ロイヤルクイーン料理教室は、日本では大阪府、京都府、奈良県、兵庫県に展開をしている。料理教室の他に家庭用の料理用品・用具の販売なども手がけている。

## 沿革
- 1980年（昭和55年）6月 - 株式会社京都ロイヤルプロダクツ設立、くずは教室オープン
- 1981年（昭和56年）12月 - 株式会社近畿ロイヤルプロダクツ設立
- 1987年（昭和62年） 7月 – 浄水器「ウォータークイーン」販売開始
- 1990年（平成2年）  9月 - 第1回愛情お料理コンテスト全国大会開催[2]
- 1995年（平成7年）7月 - 電磁調理器「ホタルクイーン」販売開始
- 1995年（平成7年）11月 - 株式会社ロイヤルクイーンに社名変更
- 2000年（平成12年）10月 –｢愛情家庭料理を守る会｣NPO法人承認[1]
- 2002年（平成14年）11月 - ひまわり特別会員制「クラブ・メッサ」を「Sメンバーズロイヤルクイーン」へ改編
- 2009年（平成21年）12月 – 中国北京に北京教室オープン

## 関連会社
- 今井製油株式会社
- 有限会社シャンティー